# 開工紅包
開工紅包，又称为開工利是（或写作開工利事、開工利市），是流行于多个华人地区的传统春节习俗。在春节假期后复工的第一天，雇员可以收到雇主或所属企业派发红包，称为“開工紅包”。

## 流行地区
派发开工红包的传统源于东南沿海地区，并逐渐从珠江三角洲扩散到长江三角洲城市群一带。这个习俗在中国南方较为盛行，广东更有每年必定派发开工红包的传统；中国北方则不流行此习俗，大多数企业不会向雇员派发开工红包，或是只会偶然派发。香港各行业均流行此习俗，民众普遍期望雇主派发一定金额的开工红包，否则可能引起不满。开工红包也见于台湾，但不是所有雇主都保持这个传统，一些雇主不会派发。马来西亚、新加坡亦有派发开工红包的习俗。

## 习俗内容
在春节假期后首个工作天早上，雇主或企业会向雇员派发红包，这封红包就是开工红包。有些员工由上司派发开工红包，而非由所属机构派发。在香港，市民会向服务人员派发开工红包，例如看守楼房的保安员可以得到楼房居民送红包；至於受雇于政府的医生，政府规定不可以接受病人的开工红包。
派发开工红包的形式随企业而异：有些企业并非固定派发，而是以抽奖形式向员工发放不同金额的开工红包；有些企业会在员工进门时派开工红包，派完即止，迟进门的员工不能得到全数款项。
开工红包的金额视乎多个因素而定。企业规模是因素之一，例如员工人数较少的中小企业会派发金额较高的开工红包。不同行业、工种的员工也会因而得到不同金额的开工红包，例如中国大陆互联网金融企业的开工红包金额较高，而香港清洁工人得到的金额普遍较当地其他行业为低。企业营运情况也影响到开工红包的金额，例如2014年年末股市造好，不少证券公司因而在翌年春节派发金额较高的开工红包。有些企业向全体员工派发固定金额的开工红包，亦有一些企业也会根据员工表现来衡量金额，每名员工所收到的金额各有不同。

## 意义
开工红包的寓意是祝福员工在新一年开始就得到佳绩，也意味着祝愿企业生意兴隆、一团和气。此外，开工红包能够提升员工对所属机构的归属感。有些企业遇到用工短缺的困难，因而期望能够用开工红包来留住员工。